# ケヴィン・フォクト
ケヴィン・フォクト（Kevin Vogt, 1991年9月23日 - ）は、ドイツ・ノルトライン＝ヴェストファーレン州ヴィッテン出身のサッカー選手。ブンデスリーガ・1.FCウニオン・ベルリン所属。ポジションはDF(CB)。

## 経歴

### クラブ経歴
2004年、VfLボーフムの下部組織に入団。2008年12月、クラブとプロ契約を交わした。
2009年4月のボルシア・ドルトムント戦でブンデスリーガ初出場。試合は0-2で敗れた。これ以降ブンデスリーガでプレーすることはなく、2009–10シーズンはリザーブのみの出場にとどまった。またチームもシーズン終了後2.ブンデスリーガに降格した。降格後の2シーズンはレギュラーを確保し、昇格に貢献。2012年夏に同じ昇格組のFCアウクスブルクに70万ユーロで移籍した。
2014年5月、1.FCケルンに3年契約で加入。移籍金は150万ユーロ。
2016年5月30日、TSG1899ホッフェンハイムに移籍。
2020年1月12日、ヴェルダー・ブレーメンにレンタル移籍。
2024年1月11日、1.FCウニオン・ベルリンに移籍した。契約期間は2026年6月30日までで1年間の延長オプションが付随、移籍金は150万ユーロと報じられた。

### 代表歴
2008年から2013年にかけて世代別ドイツ代表に選出されていた。